# Grenze zwischen Lesotho und Südafrika

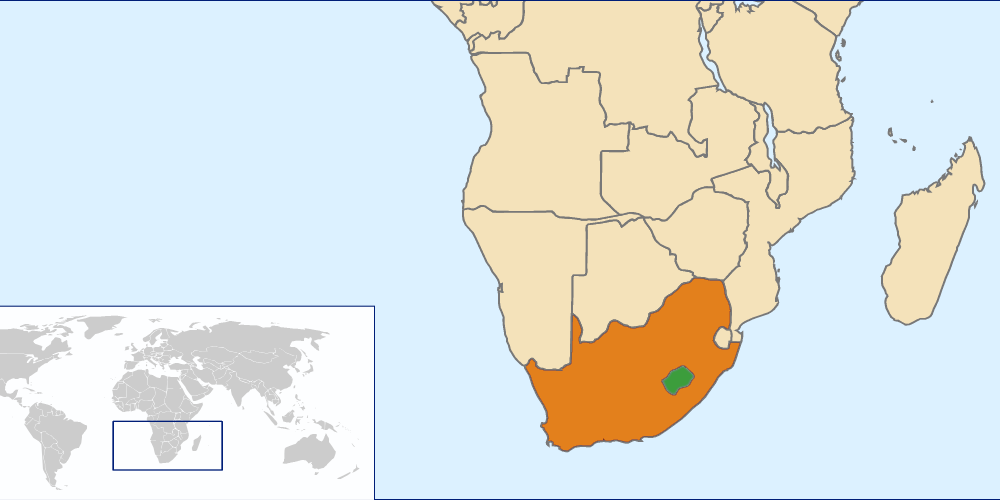
Lesotho (grün) und Südafrika (orange)

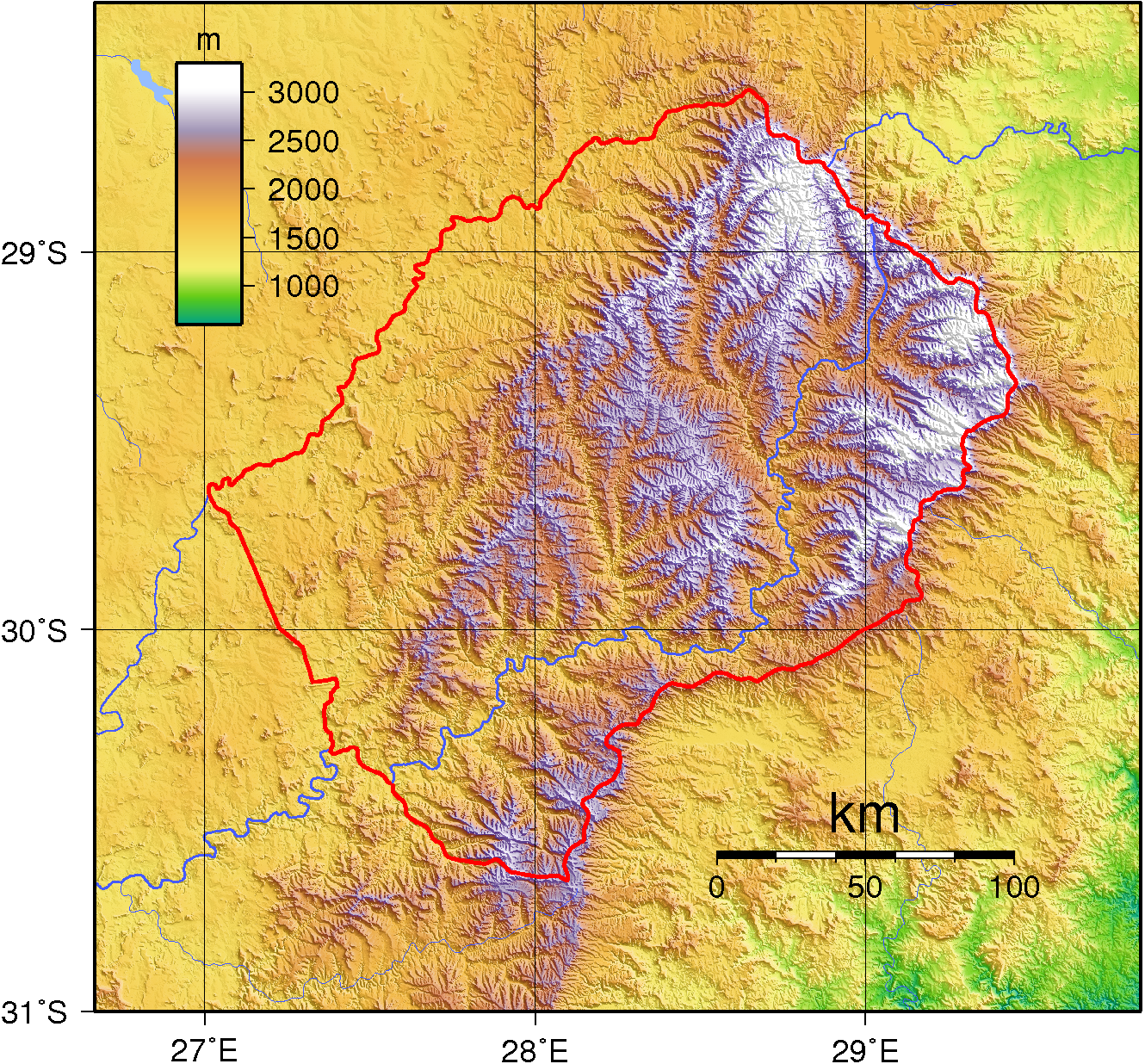
Topografie Lesothos mit Grenze zu Südafrika

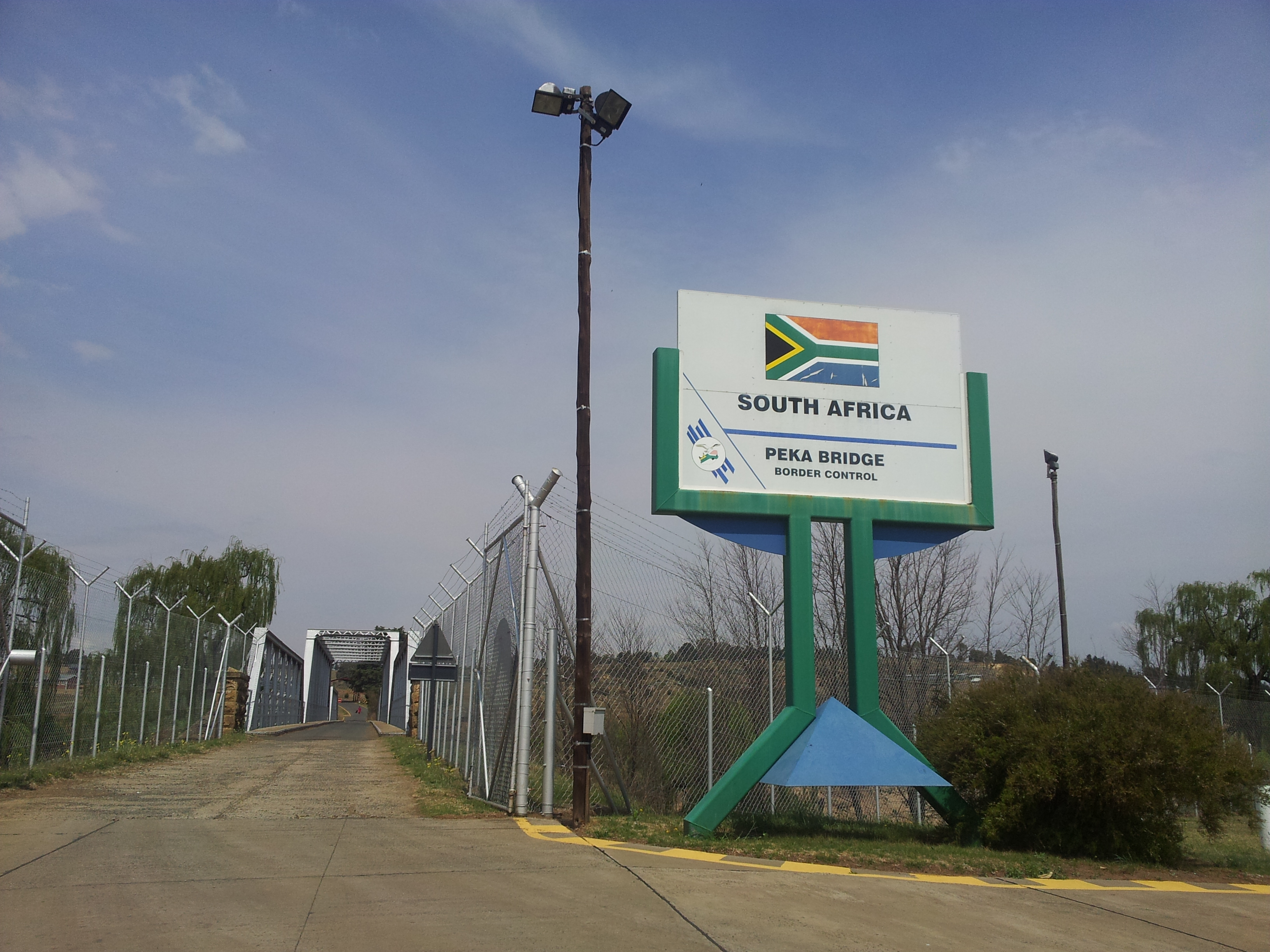
Südafrikanische Seite des Grenzübergangs Peka Bridge

Die Grenze zwischen dem Königreich Lesotho und der Republik Südafrika ist 1106 Kilometer lang. Da Lesotho eine Enklave in Südafrika ist, hat Lesotho einzig diese Grenze.

## Geographie
Der niedrigste Punkt der Grenze liegt am Makhaleng südlich von Mohale’s Hoek auf etwa 1390 Metern über dem Meeresspiegel – zugleich der niedrigste Punkt Lesothos –, der höchste Punkt bei knapp 3400 Metern in den Drakensbergen.
Die – von Lesotho aus gesehen – Nordwestgrenze wird vom Caledon/Mohokare gebildet, einem Nebenfluss des Oranje/Senqu. Ein Teil der Südwestgrenze verläuft entlang dem Makhaleng, dem Oranje und dem Tele. Im Osten liegt die Grenze nahe den höchsten Bergen des südlichen Afrikas. Einziger Grenzübergang dort ist der Sani Pass. Die Grenze liegt im Süden und Osten auf der Hauptwasserscheide zwischen Indischem und Atlantischem Ozean, im Norden auf der Wasserscheide von Oranje und Vaal.
Alle zehn Distrikte Lesothos grenzen an Südafrika. Die südafrikanischen Provinzen Freistaat (Freestate), KwaZulu-Natal und Ostkap (Eastern Cape) grenzen an Lesotho.

## Grenzübergänge
Es gibt zwischen beiden Staaten 13 Straßenübergänge. Die Grenzübergangsstelle im Bahnverkehr Maseru Bridge liegt nur wenige Meter nördlich des Straßenübergangs. Der Übergang Bushman’s Nek/Ngoangoana (29° 53′ 5,6″ S, 29° 9′ 11,5″ O) liegt im grenzüberschreitenden uKhahlamba-Drakensberg Park (KwaZulu-Natal/Qacha’s Nek) und darf nur zu Fuß passiert werden.

### Liste der Straßenübergänge
| Bezeichnung               | Straße in Südafrika | Straße in Lesotho | Öffnungszeiten | Koordinaten                      |
| ------------------------- | ------------------- | ----------------- | -------------- | -------------------------------- |
| Maseru Bridge             | N8                  | A2                | 0–24 Uhr       | 29° 17′ 52,8″ S, 27° 27′ 16,6″ O |
| Peka Bridge               |                     |                   | 8–16 Uhr       | 28° 56′ 42″ S, 27° 44′ 3,8″ O    |
| Ficksburg Bridge/Maputsoe |                     |                   | 0–24 Uhr       | 28° 53′ 2″ S, 27° 53′ 25,1″ O    |
| Caledonspoort             |                     |                   | 6–22 Uhr       | 28° 41′ 41,3″ S, 28° 14′ 2″ O    |
| Montansa Pass             |                     |                   | 8–16 Uhr       | 28° 35′ 24,7″ S, 28° 40′ 57,4″ O |
| Sani Pass                 |                     | A14               | 8–16 Uhr       | 29° 35′ 4,9″ S, 29° 17′ 10,7″ O  |
| Ramatšeliso’s Gate        |                     |                   | 8–16 Uhr       | 30° 3′ 0,7″ S, 28° 56′ 2″ O      |
| Qacha’s Nek               |                     | A4                | 6–22 Uhr       | 30° 7′ 46,9″ S, 28° 41′ 8,2″ O   |
| Ongeluksnek               |                     |                   | 8–16 Uhr       | 30° 20′ 17,9″ S, 28° 15′ 6,8″ O  |
| Tele Bridge               | R393                | A24               | 6–22 Uhr       | 30° 25′ 54,8″ S, 27° 34′ 2,3″ O  |
| Makhaleng Bridge          |                     | A23               | 8–16 Uhr       | 30° 9′ 50,8″ S, 27° 23′ 58,6″ O  |
| Sephapho’s Gate           |                     |                   | 8–16 Uhr       | 29° 56′ 51,4″ S, 27° 11′ 57,5″ O |
| Van Rooyen’s Gate         | R702                | A20               | 6–22 Uhr       | 29° 45′ 21,6″ S, 27° 6′ 32,8″ O  |

## Geschichte
Die heutige Grenze entstand im 19. Jahrhundert und wurde 1869 im Vertrag von Aliwal North (Convention of Aliwal North) zwischen den Buren und den Briten als neuer Kolonialmacht in Basutoland festgelegt. Durch den Senekal-Krieg und den Seqiti-Krieg zwischen Buren und Basotho hatte sich die Westgrenze des damaligen Basutoland deutlich nach Osten verschoben, während die übrigen Grenzen entlang den damaligen Siedlungsgrenzen festgelegt wurden.
Am 9. Dezember 1982 überflogen Spezialkräfte der südafrikanischen South African Defence Force die ungesicherte Grenze und ermordete 42 Personen in Maseru, darunter zahlreiche südafrikanische Flüchtlinge (siehe Südafrikanischer Überfall auf Lesotho 1982). Zuvor hatten auch Mitglieder der Lesotho Liberation Army die Grenze gequert, um Anschläge auszuführen.
In den Wochen vor dem 20. Januar 1986 sperrte Südafrika alle Grenzübergänge nach Lesotho und blockierte so den Warenverkehr nach Lesotho. In der Folge putschte das lesothische Militär gegen die Regierung unter Leabua Jonathan. Anschließend hob die südafrikanische Regierung die Blockade auf.